# Marisa Prisa
Marisa Prisa, nombre artístico de Javier Eijo Perales (Burela, Lugo, 9 de mayo de 1993), es una drag queen, diseñador y artista multidisciplinar española, conocida por competir en la segunda temporada de Drag Race España.

## Carrera
Marisa Prisa comenzó su carrera en el arte drag al crear su personaje para una fiesta en la que supuestamente todos los hombres irían vestidos con ropa del sexo opuesto, cosa que finalmente no fue cierta. Sin embargo, esto le llevó a comenzar a explorar su expresión de género y dar sus primeros pasos en el drag.
El 18 de marzo de 2022, actuó en una ROAR Party junto a las también artistas drag Ariel Rec y Estrella Xtravaganza.
En 2022 Marisa se unió a la competencia de telerrealidad Drag Race España en su segunda temporada temporada, que comenzó a emitirse en marzo de 2022. En el primer episodio fue situada entre las dos peores, siendo finalmente eliminada tras ser derrotada en una batalla de lip sync por Samantha Ballentines. Junto al resto de eliminadas, Marisa volvió para el episodio especial de reunión de la temporada, previo a la final.
Tras el final de emisión de la temporada, Marisa pasó a formar parte de la gira nacional del Gran Hotel de las Reinas.
En septiembre de ese mismo año fue entrevistada junto a las competidoras Ariel Rec y Juriji der Klee por el medio en catalán Coliseum.

## Filmografía

### Televisión
| Año  | Título           | Papel       | Notas       |
| ---- | ---------------- | ----------- | ----------- |
| 2022 | Drag Race España | Concursante | 2 episodios |
| 2022 | Tras la carrera  | Eliminada   | 1 episodio  |

## Discografía

### Sencillos
| Año  | Título            |
| ---- | ----------------- |
| 2022 | «Sácame a Pasear» |